# 贗張量
物理學與數學中，贗張量（英語：pseudotensor）為在座標轉換等情形下，行為類似張量的數量。但在空間反演、瑕旋轉時會多出負號，張量則不會。
贗張量的另一個意義出現在廣義相對論中：張量遵守嚴格的轉換律，而贗張量不是。也因此，當轉換參考系時，贗張量的形式一般來說無法保持不變；一個含有贗張量的方程式在一個參考系成立，在另個參考系就不見得成立。細節參見：廣義協變性。

## 定義

### 數學中的贗張量
在做鏡射時，贗張量會多出一個負號，而張量不會。根據定義，類型(p,q)的贗張量P是個幾何物體，其分量以任意基底展開，可以指標(p + q)來寫出，其遵守轉換規則：
{\displaystyle {\hat {P}}_{\,j_{1}\ldots j_{p}}^{i_{1}\ldots i_{q}}=(-1)^{A}A^{i_{1}}{}_{k_{1}}\cdots A^{i_{q}}{}_{k_{q}}B^{l_{1}}{}_{j_{1}}\cdots B^{l_{p}}{}_{j_{p}}P_{l_{1}\ldots l_{p}}^{k_{1}\ldots k_{q}}}
式子兩邊採用不同基底。
這裡{\displaystyle {\hat {P}}_{\,j_{1}\ldots j_{p}}^{i_{1}\ldots i_{q}},P_{l_{1}\ldots l_{p}}^{k_{1}\ldots k_{q}}}是贗張量的分量，分別以新、舊基底寫出；{\displaystyle A^{i_{q}}{}_{k_{q}}}是逆變指標的轉換矩陣（transition matrix），{\displaystyle B^{l_{p}}{}_{j_{p}}}是協變指標的轉換矩陣。
而{\displaystyle (-1)^{A}=\mathrm {sign} (\det(A^{i_{q}}{}_{k_{q}}))=\pm {1}}；此轉換規則與尋常張量歧異處在(−1)A。

### 廣義相對論中的贗張量
廣義相對論中，重力場自身的能量、動量無法以能量-動量張量來描述，而需引入一個物理量，其在受限的座標轉換中行為類似張量。此即贗張量的例子，其中較著名的為藍道-利夫希茨贗張量。